# 2004 PU117
2004 PU117, também escrito como 2004 PU117, é um objeto transnetuniano que está localizado no Cinturão de Kuiper, uma região do Sistema Solar. Este corpo celeste é classificado como um cubewano. Ele possui uma magnitude absoluta de 6,8 e tem um diâmetro estimado com 192 km.

## Descoberta
2004 PU117 foi descoberto no dia 15 de agosto de 2004 pelo astrônomo B. Gladman.

## Órbita
A órbita de 2004 PU117 tem uma excentricidade de 0,011 e possui um semieixo maior de 42,679 UA. O seu periélio leva o mesmo a uma distância de 42,221 UA em relação ao Sol e seu afélio a 43,137 UA.